# Taribo West
Pour les articles homonymes, voir West.
Taribo West est un footballeur international nigérian né le 26 mars 1974 à Port Harcourt (Nigeria) qui joue au poste de défenseur.
Il est pasteur chrétien évangélique pentecôtiste.

## Biographie

### Carrière sportive
Taribo débarque en Europe et plus précisément à Auxerre à 19 ans. Il est lancé, par Guy Roux, en Division 1 le 6 mars 1994 contre le Toulouse FC (0-0).
Sa hargne, sa vitesse et sa puissance physique en firent un défenseur redoutable. À coup de grandes et régulières performances, il devient un titulaire indiscutable de l'effectif auxerrois, qui réalise le doublé en 1996 et atteint les 1/4 de finale de la Ligue des Champions la saison suivante, éliminé par le futur vainqueur, le Borussia Dortmund (1-3, 0-1).
À l'issue de cette saison 1996-1997, il rejoint l'Inter Milan, équipe avec laquelle il remporte en 1998 à Paris la Coupe UEFA. À partir de 1999, il parcourt le monde du football, changeant souvent de club et de pays.
Il termine sa carrière en Iran, au Paykan Tehran FC.
En avril 2013, Taribo West est accusé par son ancien président au Partizan Belgrade d'avoir 12 ans de plus que son âge officiel.
Thierry Henry a dit que West était l'adversaire direct qui lui a donné le plus de fil à retordre, du fait du marquage individuel imposé par Auxerre : "Il me suivait partout, même dans les vestiaires".

### Ministère
Taribo West a fondé à Lagos l'église Shelter in the Storm Miracle Ministries, dont il est le pasteur,.

### Vie privée
Il était également connu pour ses coupes de cheveux extravagantes (il était d'ailleurs surnommé Tahiti Bob en référence à ça), qui étaient le plus souvent vertes car le maillot nigérian est de la même couleur.
Il est devenu chrétien évangélique en 1996 à Atlanta après une rencontre avec une femme qui lui parle de Dieu .

## Palmarès

### En sélection
- 42 sélections avec l'équipe nationale du Nigeria
- Vainqueur des Jeux olympiques d'été de 1996
- Finaliste de la Coupe d'Afrique des nations 2000

### En club
- Champion de France en 1996 avec l'AJ Auxerre
- Vainqueur de la Coupe de France en 1996 avec l'AJ Auxerre
- Vainqueur de la Coupe UEFA en 1998 avec l'Inter Milan